# Andrij Wowk (szachista)
Andrij Wowk, ukr. Андрій Вовк (ur. 22 listopada 1991 we Lwowie) – ukraiński szachista, arcymistrz od 2009 roku.

## Kariera szachowa
Wielokrotnie startował w mistrzostwach Ukrainy juniorów w różnych kategoriach wiekowych, m.in. dwukrotnie dzieląc II miejsca w latach 2001 (w kategorii do 10 lat) oraz 2007 (do 20 lat, za Jurijem Wowkiem, wspólnie z Wołodymyrem Oniszczukiem i Dmitrijem Kononienko).
Pierwszy znaczący sukces na arenie międzynarodowej odniósł w 2005 r., zwyciężając (wspólnie z Rauanem Mankiejewem) w kołowym turnieju w Ołomuńcu. W 2006 r. zwyciężył w Iljiczewsku, zdobywając pierwszą normę na tytuł arcymistrza, w 2007 r. podzielił II m. (za Martinem Krawciwem, wspólnie z Jurijem Wowkiem i Neurisem Delgado) w Rochefort, a na turnieju w Cappelle-la-Grande wypełnił drugą normę na tytuł arcymistrza. Trzecią normę zdobył w 2008 r. we Lwowie, również w tym roku podzielił III m. w Mukaczewie (za Darmenem Sadwakasowem i Jarosławem Żerebuchem, wspólnie z Oganesem Danieljanem i Jewgienijem Wasiukowem). W 2009 r. zajął II m. (za Michałem Krasenkowem) w otwartym turnieju w Vlissingen. W 2013 r. zwyciężył w turniejach rozegranych w Vaujany i La Massanie. W 2014 r. podzielił II m. (za Viktorem Lázničką, wspólnie z Kacprem Piorunem) w turnieju Neckar Open w Deizisau oraz zwyciężył w Cutro i w Trieście.
Najwyższy ranking w dotychczasowej karierze osiągnął 1 kwietnia 2015 r., z wynikiem 2654 punktów.